# Walbaum-Haus

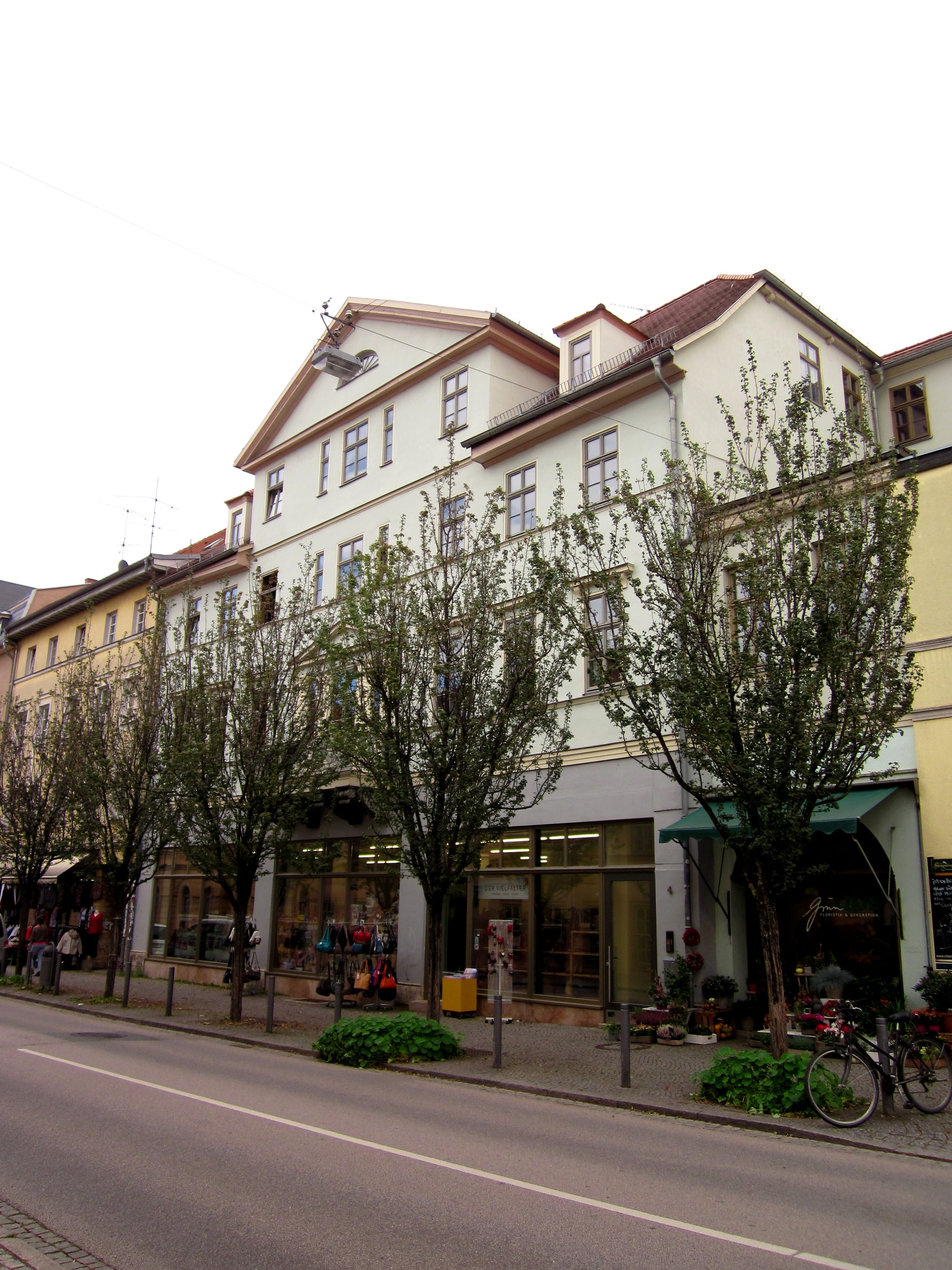
Walbaum-Haus

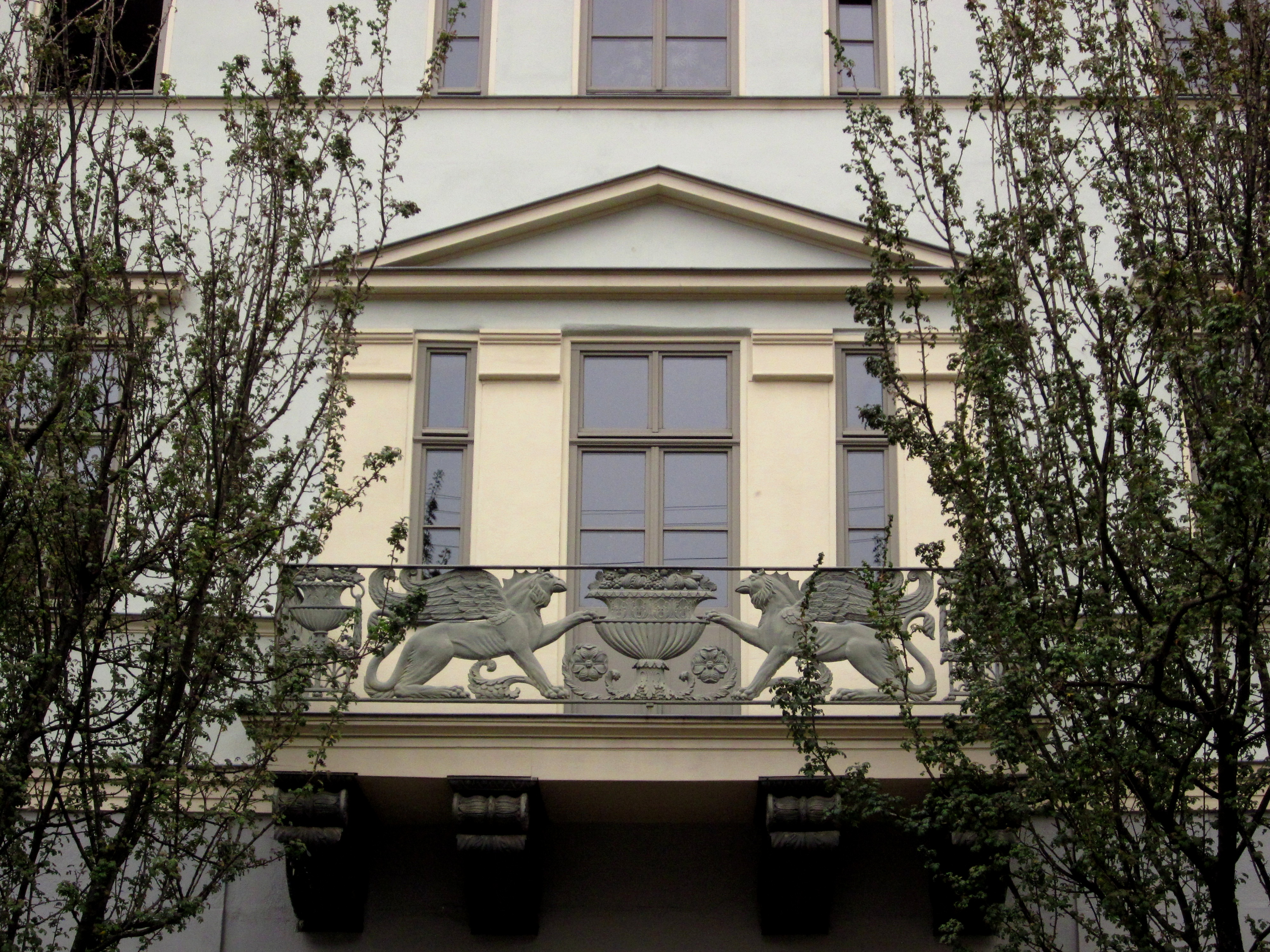
Balkon des Walbaum-Hauses

Das Walbaum-Haus in der Karl-Liebknecht-Straße 4 ist das einstige Wohnhaus des Schriftgießers Justus Erich Walbaum Sohn Heinrich Theodor Walbaum (1798–1836) in Weimar. Walbaum jr. ließ das Haus 1833–1834 vis-à-vis zum Bertuchhaus errichten. Entworfen wurde es von Heinrich Eduard Starke.
Bemerkenswert ist dessen greifenverzierter Balkon, womit der Verweis auf die dort beheimatete Buchdruckerkunst angezeigt ist. Nach dem überraschenden Tod von Heinrich Theodor Walbaum in Berka verkaufte der inzwischen 68-jährige Justus Erich Walbaum das Geschäft an den Leipziger Buchhändler und Verleger Friedrich Arnold Brockhaus. Er wohnte in dem von seinem Sohn errichteten Gebäude. Klar erkennbar ist die klassizistische Formensprache. Der wichtigste Geschäftspartner der Walbaums war das Unternehmen des Friedrich Justin Bertuch und seiner Nachfolger, das Landes-Industrie-Comptoir bzw. das Geographisches Institut Weimar.
Das als Wohn- und Geschäftshaus dienende Gebäude steht auf der Liste der Kulturdenkmale in Weimar (Einzeldenkmale).